# Conditionnels contrefactuels
Les conditionnels contrefactuels (counterfactual conditionals en anglais) sont des propositions utilisées pour exprimer une situation hypothétique et ses conséquences imaginaires. Cette construction grammaticale est utilisée pour spéculer sur des situations qui n'ont pas réellement eu lieu, mais qui auraient pu se produire si les circonstances avaient été différentes.
Le conditionnel contrefactuel se présente généralement sous la forme « Si A était le cas, alors B serait le cas ». Il s'agit d'un sous-ensemble des conditionnels, c'est-à-dire les propositions du type « Si P, alors Q ». Mais dans le cas des contrefactuels, nous supposons que l'hypothèse P n'est pas vérifiée. La proposition « Si Pierre croyait aux fantômes, il serait effrayé d'être ici » est un conditionnel contrefactuel : en réalité, Pierre ne croit pas aux fantômes, mais nous imaginons ce qui se passerait s'il y croyait.
En français, le conditionnel contrefactuel est souvent formé d'une prémisse au plus-que-parfait, suivie d'une conclusion au conditionnel passé.
Exemple : « Si j'avais gagné à la loterie, j'aurais acheté une grande maison à la plage. » Ici, on suppose que la personne n'a pas réellement gagné à la loterie, donc elle n'a pas pu acheter une maison à la plage.

## Logique ancienne
Les philosophes stoïciens ont développé une logique des conditionnels. Le fondateur de l'école, Zénon de Kition, donne plusieurs exemples de contrefactuels : 

« Si des flûtes faisant entendre des sons harmonieux naissaient d'un olivier, douterait-on que l'art de jouer de la flûte ne fût possédé par l'olivier ? Si des platanes portaient des petites cordes vibrant en cadence ne penserait-on pas qu'il y a une musique dans ces platanes ? Pourquoi donc ne jugerait-on pas que le monde a une âme et possède la sagesse puisque, de lui-même, il fait naître des êtres animés et sages ? »

— Cicéron, De natura deorum, II, 8.

### Liens connexes
- Contrafactualité (physique)
- David Lewis
- Événement (philosophie)
- Logique modale
- Mondes possibles